# 戴維達斯·希爾維迪斯

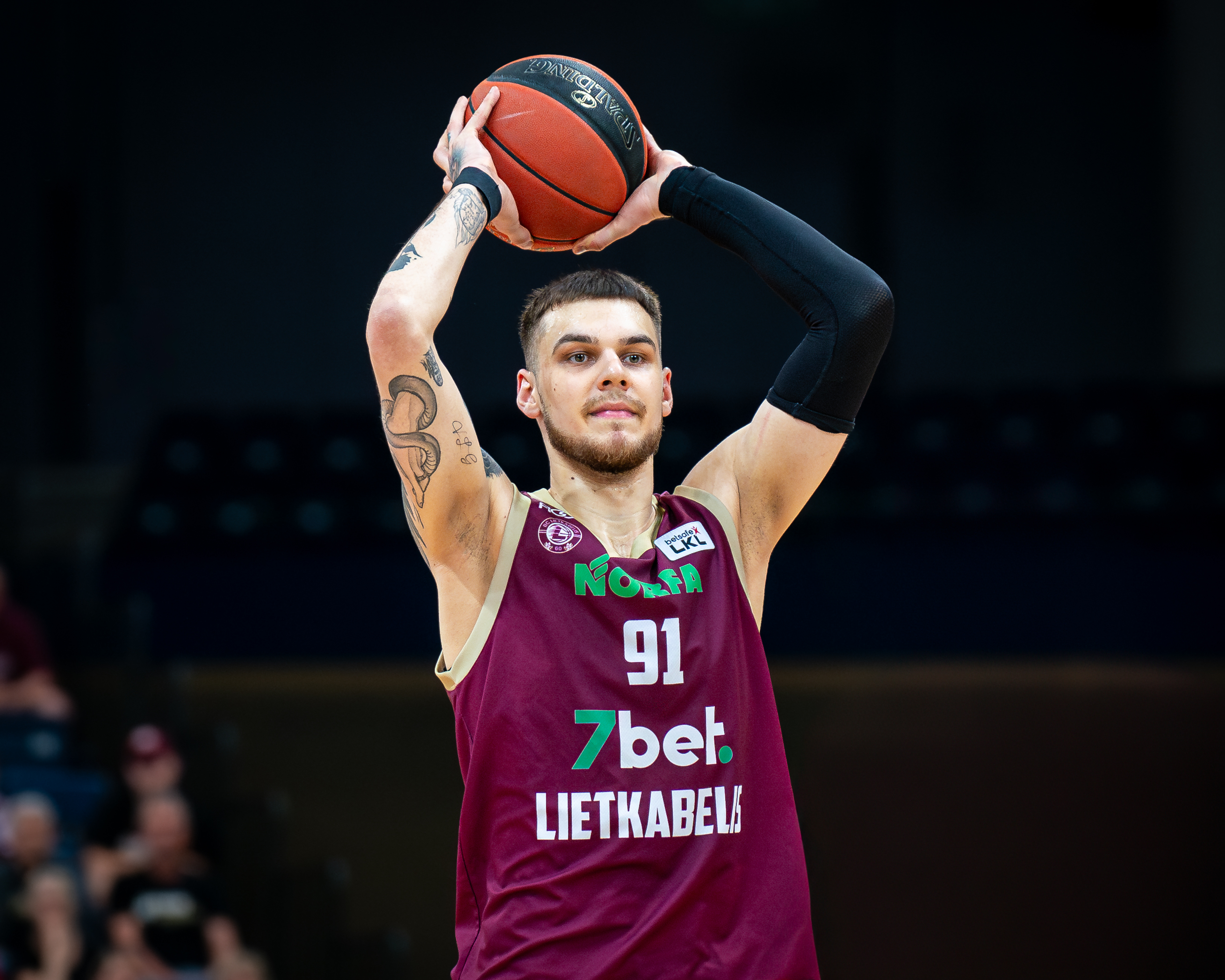

戴維達斯·希爾維迪斯（2000年6月10日—），是一位立陶宛的籃球運動員，現在效力於扎尔吉里斯篮球俱乐部。他參加了2019年NBA選秀。也曾代表国家队参加2023年世界杯篮球赛。

## 外部連結
- 戴維達斯·西爾維迪斯在fiba.basketball（英语）
- 戴維達斯·西爾維迪斯在archive.fiba.com（存檔）（英语）
- 戴維達斯·西爾維迪斯在NBA官網（英语）
- 戴維達斯·西爾維迪斯在NBA G聯盟官網（英语）
- 戴維達斯·西爾維迪斯在歐洲籃球聯賽官網（英语）
- 戴維達斯·西爾維迪斯在Basketball-Reference.com（NBA）（英语）
- 戴維達斯·西爾維迪斯在Basketball-Reference.com（NBA G聯盟）（英语）
- 戴維達斯·西爾維迪斯在Basketball-Reference.com（國際）（英语）
- 戴維達斯·西爾維迪斯在Eurobasket.com（球員）（英语）
- 戴維達斯·西爾維迪斯在Proballers（英语）
- 戴維達斯·西爾維迪斯在RealGM（英语）